# Candid (Name)
Candid(us) ist ein männlicher Vorname und Familienname. 

## Herkunft und Bedeutung
Candid leitet sich vom lateinischen candidus (hell, weiß, leuchtend, aufrichtig) ab. Es könnte auch mit rein bzw. unschuldig übersetzt werden. Er ist in allen romanischen Sprachen verbreitet.
Das Wort Kandidat (bzw. auf Lateinisch candidatus, i, m.) leitet sich ebenfalls vom lateinischen candidus ab; diese zur Wahl gestellten Politiker im Alten Rom trugen weiße Togen. 
Im Englischen gibt es das Adjektiv candid, welches so viel wie offen, ehrlich und aufrichtig bedeutet. Candid ist, wer oder was die Wahrheit unverfälscht und ungeschönt offen legt. So heißt die versteckte Kamera auf Englisch candid camera.
Bekanntheit erlangte der Name unter anderem durch das Buch Candide oder der Optimismus. In manchen Sprachen (zum Beispiel Französisch und Rumänisch) hatte das Wort ursprünglich die gleiche Bedeutung wie heute noch im Englischen, veränderte sich durch das Buch und steht nun, in Anlehnung an dessen Protagonisten, für jemanden, der in seiner kindlichen Naivität auch dann optimistisch bleibt und sich deshalb nicht verteidigt, wenn er von anderen Menschen schlecht behandelt und ausgenutzt wird.

## Varianten
- weiblich: Candida, Kandida

- Candid
- Kandid
- Can
- Französisch: Candide
- Italienisch, Spanisch: Candido, Candida
- Latein: Candidus, Candidius, Candidianus

## Bekannte Namensträger

### Vorname
- Rainer Candidus Barzel (1924–2006), deutscher Politiker (CDU)

### Familienname
- Peter Candid (1548–1628; eigentlich Pieter de Witte), flämischer Maler und Grafiker
- Can Candid (* 1938; eigentlich Heinz Stierstorfer), deutscher Komponist

- Georgius Candidius (1597–1647), Missionar der Niederländisch-reformierten Kirche